# Operatie Bluecoat
Operatie Bluecoat was een aanval van het Britse leger tijdens de Slag om Normandië, Tweede Wereldoorlog. De aanval vond plaats van 30 juli tot 7 augustus 1944. Geografisch gezien was het doel van de operatie het beveiligen van de belangrijke weg van Vire naar de Mont Pinçon. Strategisch gezien was het doel van de operatie het ondersteunen van de uitbraak die de Amerikanen op de westflank in Normandië zouden uitvoeren.

## Situatie
Op 25 juli trachtten de Amerikanen uit Normandië te breken. Deze uitbraak kreeg de codenaam Operatie Cobra. Doordat op hetzelfde moment ook Operatie Goodwood door de Britten en Canadezen was gelanceerd, moesten de Duitsers hun troepen verspreiden. Ze kozen ervoor om het grootste deel van de troepen te gebruiken om Operatie Goodwood te doen keren. Deze operatie vond plaats ten zuiden van Caen. 
Doordat de Duitsers het zwaartepunt van hun verdediging ten zuiden van de stad hadden opgesteld, kon het Britse Tweede Leger, onder leiding van Miles Dempsey, niet verder zuidwaarts trekken. Daarom trokken ze naar het westen, richting het stadje Villers-Bocage. De oorspronkelijke datum van de aanval zou 2 augustus zijn, maar door de snelle opmars zou de aanval al in een eerder stadium plaatsvinden.
Aanvankelijk waren er slechts twee Duitse infanteriedivisies die de aanvallen trachtten tegen te houden. Ten zuiden en ten oosten van Cumont waren beide divisies gevestigd. Ze hadden echter wel een zeer efficiënte verdedigingslinie aangelegd met mijnen en obstakels. Bovendien hadden ze het ideale terrein om te verdedigen, namelijk het heggenlandschap.

## Het gevecht
Een bombardement vooraf van ruim 1.000 bommenwerpers zou de aanval inleiden. Door het slechte weer konden echter vele bommenwerpers hun doel niet vinden. Toen de aanval plaatsvond, werden veel troepen tegengehouden door mijnenvelden en steile geulen. De groep in het midden van de aanval wist wel door te breken en acht kilometer in vijandelijk gebied door te dringen.
Op de volgende dag (31 juli), wisten troepen van de Britse 11e Pantserdivisie een brug over de Souleuvre te veroveren. De brug bleek nog helemaal intact te zijn. Op diezelfde dag nog hergroepeerden de Duitsers zich en bereiden ze zich voor op een eerste tegenaanval.
Britse troepen waren nog slechts acht kilometer van Vire verwijderd, maar dit was aan de Amerikaanse zijde van het front. De Britse aanval was zuidoostwaarts afgebogen. Dit gaf het Duitse 7e Leger de tijd om zich te hergroeperen. Ze kregen een SS-pantserdivisie als ondersteuning voor de verdediging.

### Het einde van de operatie
De Britten kregen steun om verder te kunnen oprukken. Het Britse 7e Korps moest naast het oprukken, ook haar eigen oostelijke flank dekken, omdat het Britse 30e Korps niet tot dezelfde diepte was doorgedrongen. De opmars werd tijdelijk stilgelegd op 4 augustus. Na hernieuwde pogingen om door te stoten, wisten de Britten, samen met de Amerikanen, op 6 augustus Vire in te nemen. Op dezelfde dag wist de Britse 43e Infanteriedivisie Mont Pinçon te veroveren.

### Resultaat
Operatie Bluecoat had een substantiële bijdrage geleverd om de Duitse tegenaanval in de Amerikaanse sector bij Avranches te doen mislukken. Doordat de Britten de aanval inzetten, moesten de Duitsers troepen naar dit gebied verplaatsen, waardoor ze geen tegenaanval meer konden uitvoeren. Bovendien droeg de operatie bij aan de uiteindelijk omsingeling van Duitse troepen in de Zak van Falaise.

## Troepen
Verenigd Koninkrijk

- Britse Tweede Leger
  - Britse 8e Korps
    - Britse 15e Divisie
    - Britse Guards Pantserdivisie
    - Britse 11e Pantserdivisie
    - Britse 6th Guards Pantserbrigade

  - Britse 30e Korps
    - Britse 43e (Wessex) Infanteriedivisie
    - Britse 50e (Northumbrian) Infanteriedivisie
    - Britse 7e Pantserdivisie
    - Britse 8e Pantserbrigade

Duitsland

- Duitse 5e Pantserleger (Vanaf het begin aanwezig)
  - Duitse 67e Legerkorps (gedeeltelijk)
    - Duitse 276e Infanteriedivisie
    - Duitse 326e Infanteriedivisie

- Duitse 7e leger (Ter versterking aanwezig)
  - Duitse 2e SS Pantserkorps
    - 9e SS Pantserdivisie Hohenstaufen
    - 10e SS Pantserdivisie Frundsberg
    - Duitse 21e Pantserdivisie
    - 1e SS Divisie Leibstandarte SS Adolf Hitler (gedeeltelijk)